# God of War
God of War é uma série de jogos eletrônicos de ação-aventura e hack and slash, criada por David Jaffe da Santa Monica Studio da Sony, e publicado primeiramente para os consoles PlayStation. Iniciada em 2005, exclusivamente no console PlayStation 2 (PS2), a série tornou-se carro-chefe para a marca PlayStation, consistindo em nove jogos lançados, e em várias plataformas até o momento. Baseada em mitologias distintas, o enredo principal da série segue Kratos, um guerreiro espartano que foi levado a matar sua família por seu antigo mestre, chamado de deus da guerra Ares. Isso desencadeia uma série de eventos que levaram às guerras contra os panteões mitológicos. A era da mitologia grega da série, mostra Kratos seguindo um caminho de vingança devido às maquinações dos deuses do Olimpo, enquanto a era da mitologia nórdica, que apresenta seu filho Atreus como um protagonista secundário, e mostra um Kratos diferente, cansado e mais velho em um caminho de redenção, o que inadvertidamente coloca os dois em conflito com os deuses nórdicos e em busca do impedimento do Ragnarök.
A Santa Monica desenvolveu todos os títulos principais da franquia, enquanto a Ready at Dawn e Javaground/Sony Online Entertainment-Los Angeles (SOE-LA) desenvolveram os três jogos paralelos da série. A Sony Interactive Entertainment (SIE) publicou todos os jogos, exceto o título de telefone celular, que foi publicado pela Sony Pictures Digital. Os primeiros sete jogos constituem a era grega da franquia. God of War (2005), God of War II (2007) e God of War III (2010) compõem sua trilogia principal; os dois primeiros foram lançados no PlayStation 2 (PS2) e o terceiro no PlayStation 3 (PS3). Uma pré-sequência, Ascension (2013), também foi lançada para PlayStation 3 (PS3). Outros jogos incluem Chains of Olympus (2008) e Ghost of Sparta (2010) para PlayStation Portable (PSP), e Betrayal (2007) para telefones celulares que suportam a plataforma Java Platform, Micro Edition (Java ME). A era nórdica da série começou com o título de lançamento em 2018, também intitulado God of War e lançado inicialmente para o PlayStation 4 (PS4). Foi acompanhado por uma pequena pré-sequência, A Call from the Wilds (2018), um jogo baseado em texto através do Facebook Messenger. Uma sequência do jogo intitulada God of War Ragnarök, foi lançada em 2022 para PlayStation 4 (PS4) e PlayStation 5 (PS5), concluindo assim, a era nórdica.
Os títulos da série foram aclamados como alguns dos melhores jogos de todos os tempos. A franquia recebeu diversos prêmios, incluindo vários reconhecimentos de Jogo do Ano para os títulos de 2005 e 2018. Alguns jogos também foram remasterizados para plataformas mais recentes da PlayStation. Até novembro de 2020, a franquia vendeu mais de 51 milhões de unidades em todo o mundo. As fortes vendas e o suporte da série levaram à expansão da franquia para outras mídias, como três séries de quadrinhos e três romances. Uma adaptação cinematográfica do título original estava em desenvolvimento, mas acabou sendo cancelada. Dentre as mercadorias, incluem artes, roupas, brinquedos e réplicas de adereços, bem como trilhas sonoras de jogos, incluindo um álbum de heavy metal, intitulado Blood & Metal (2010), que apresenta músicas originais de várias bandas inspiradas na franquia.

## Jogos publicados
| 2005 | God of War                     |
| 2006 |                                |
| 2007 | God of War II                  |
| 2007 | God of War: Betrayal           |
| 2008 | God of War: Chains of Olympus  |
| 2009 | God of War Collection (PS3)    |
| 2010 | God of War III                 |
| 2010 | God of War: Ghost of Sparta    |
| 2011 | God of War: Origins Collection |
| 2012 | God of War Saga                |
| 2013 | God of War: Ascension          |
| 2014 | God of War Collection (Vita)   |
| 2015 | God of War III Remastered      |
| 2016 |                                |
| 2017 |                                |
| 2018 | God of War                     |
| 2019 |                                |
| 2020 |                                |
| 2021 |                                |
| 2022 | God of War Ragnarök            |

### Primeira era (mitologia grega)
God of War foi lançado pela primeira vez na América do Norte em 22 de março de 2005 para o PlayStation 2. Após dez anos a serviço dos deuses do Olimpo, o espartano Kratos é encarregado por Atena de encontrar a Caixa de Pandora; a chave para derrotar Ares, o deus da guerra, que está destruindo a cidade de Atenas. Uma série de flashbacks revelam que Kratos já foi o servo de Ares, que salvou o espartano e seu exército da aniquilação em uma batalha, mas o enganou para matar sua família, o que forçou sua metamorfose de "Fantasma de Esparta". Kratos eventualmente encontra a Caixa de Pandora, e depois de finalmente matar Ares, ele ascende ao Monte Olimpo para se tornar o novo deus da guerra.
God of War II foi lançado pela primeira vez na América do Norte em 13 de março de 2007 para o PlayStation 2. Irritado com seus companheiros deuses, Kratos foi até à cidade de Rhodes. Zeus intervém e trai Kratos, que é salvo pela Titã Gaia. Ela diz que ele deve agora encontrar as Irmãs do Destino, que podem mudar seu destino e evitar sua morte nas mãos de Zeus. Kratos é finalmente bem-sucedido e quando ele está prestes a matar Zeus, Atena se sacrifica para salvá-lo para preservar a vida do Olimpo, e diz a Kratos que ele é o filho de Zeus. Kratos então une forças com Gaia e os Titãs para atacar o Olimpo.
God of War: Betrayal foi lançado em 20 de junho de 2007 para celulares que suportam o Java ME. É o único jogo da série a ser lançado como um side-scroller bidimensional (2D) e lançado em uma plataforma que não é o PlayStation. A narrativa do jogo ocorre entre os eventos de Ghost of Sparta e God of War II. Kratos é enquadrado por assassinato e ataques em toda a Grécia em busca do verdadeiro assassino. Kratos sucumbe à sede de sangue e mata Cérix, o filho do deus Hermes — um ato que o afasta de seus companheiros deuses.
God of War: Chains of Olympus foi lançado pela primeira vez na América do Norte em 4 de março de 2008 para o PlayStation Portable. Sua narrativa ocorre durante algum momento entre os dez anos de serviço de Kratos aos deuses do Olimpo. Kratos interrompe uma invasão persa da cidade grega de Ática, e descobre que o mundo foi mergulhado na escuridão pelo deus Morfeu. Kratos investiga o sequestro do deus do sol Hélio e impede o plano maquiavélico da deusa Perséfone e do Titã Atlas para destruir o mundo.
God of War III foi lançado pela primeira vez na América do Norte em 16 de março de 2010 para o PlayStation 3. Reignificando a Titanomaquia, Kratos é logo abandonado pelos Titãs, que estavam usando-o apenas para exigir sua própria vingança. Ajudado pelo espírito de Atena, que foi elevada a um novo nível de entendimento, ela o instrui a procurar a Chama do Olimpo para derrotar Zeus. Kratos envolve os deuses e os Titãs em uma série épica de batalhas através do submundo e do Olimpo e descobre que a Caixa de Pandora está dentro da Chama. Ele descobre que a própria Pandora é a chave para pacificar a Chama e permitir que ele abra a Caixa. Depois de finalmente matar Zeus, ele se recusa a ajudar Atena a assumir o papel de novo patrono da humanidade e desaparece.
God of War: Ghost of Sparta foi lançado pela primeira vez na América do Norte em 2 de novembro de 2010 para o PlayStation Portable. Situado entre os eventos de God of War (2005) e Betrayal, Kratos, o deus da guerra, ainda é assombrado por pesadelos de seu passado mortal e embarca em uma missão para descobrir suas origens, encontrando sua mãe, Callisto. Ele descobre que seu irmão Deimos foi levado pelos deuses e aprisionado pelo deus da morte, Tânato, e decide encontrar e salvar seu irmão. Apesar de bem-sucedido, Tânato envolve os irmãos em combate e mata Deimos. Kratos, em seguida, mata Tânato e retorna ao Olimpo, ainda mais enfurecido com os deuses.
God of War: Ascension foi lançado pela primeira vez na América do Norte em 12 de março de 2013 para o PlayStation 3. É o único jogo da série que possui modo de multijogador para partidas competitivas e cooperativas. Seis meses depois que Kratos matou sua esposa e filha, ele foi preso pelas três Fúrias por quebrar seu juramento de sangue a Ares. Com a ajuda do guardião do juramento Orkos, Kratos descobre que Ares e as Fúrias planejam derrubar o Monte Olimpo. O espartano escapa de seu aprisionamento, matando ainda as Fúrias e Orkos, que implora pela libertação. Embora livre do vínculo de Ares, Kratos começa a sofrer os pesadelos que o atormentam há anos.

### Segunda era (mitologia nórdica)
God of War foi lançado mundialmente em 20 de abril de 2018 para o PlayStation 4. Muitos anos após os eventos de God of War III, Kratos acabou no mundo da mitologia nórdica na antiga Noruega, no reino de Midgard, e tem um filho chamado Atreus. Depois que a segunda esposa de Kratos e a mãe de Atreus, Faye, faleceu de uma causa desconhecida, os dois partiram em uma jornada para cumprir seu desejo final de espalhar suas cinzas no pico mais alto dos nove reinos, mais tarde revelado estar em Jotunheim. Ao longo de sua jornada, eles são atacados por Baldur, que foi enviado por Odin para chegar a Faye a fim de prevenir o Ragnarök, sem saber que ela havia morrido. Depois que Kratos finalmente mata Baldur, o Fimbulwinter com duração de três anos começa, com o Ragnarök estando por vir logo em seguida, o que não deveria ocorrer por mais de cem anos. Enquanto a mãe de Baldur, Freya, jura vingança contra Kratos, ele e Atreus completam sua jornada e descobrem que Faye era uma gigante que previu o futuro e escolheu permanecer em Midgard; também é revelado que Atreus foi originalmente chamado de Loki por sua mãe antes de Kratos renomeá-lo em memória de um ex-camarada espartano. O jogo é uma nova direção para a série, não só por seu novo cenário mitológico, mas também por sua jogabilidade. Kratos agora usa de forma proeminente um machado de guerra mágico chamado Machado Leviatã em vez de suas lâminas duplas icônicas dos jogos anteriores. Para acompanhar o título, a Sony fez uma parceria com o Facebook para desenvolver um jogo baseado em texto, jogável através do Facebook Messenger, e intitulado God of War: A Call from the Wilds. Lançado em 1.º de fevereiro de 2018, o conto é uma pré-sequência do jogo de 2018 e segue Atreus em sua primeira aventura nas selvas nórdicas.
God of War Ragnarök foi anunciado em 16 de setembro de 2020 e lançado em 9 de novembro de 2022 para PlayStation 4 e PlayStation 5, marcando o primeiro jogo da série lançado em um console de geração anterior e atual simultaneamente. Nele, ocorre os eventos do Ragnarök preditos no jogo anterior. Cory Barlog havia confirmado anteriormente que o título de 2018 não seria o último jogo de Kratos, e que os jogos seguintes continuariam a ser ambientados no ambiente nórdico e incluiriam Atreus. Eric Williams, o diretor do jogo, afirmou no evento PlayStation Showcase em setembro de 2021 que Ragnarök "encerrará a série nórdica". O trailer que o acompanhou revelou que Kratos e Atreus vão procurar pelo deus da guerra nórdico Týr para se unirem contra Odin e o resto de Asgard.

### Coleções e remasterizações
God of War Collection foi lançado pela primeira vez na América do Norte em 17 de novembro de 2009 para o PlayStation 3, a primeira aparição da franquia nessa plataforma. É um porte remasterizado de God of War (2005) e God of War II. Os jogos foram portados pela Bluepoint Games e apresentam gráficos em 720p de alta definição a 60 quadros por segundo e troféus recompensáveis. A Sanzaru Games posteriormente transferiu a coleção para o PlayStation Vita e foi lançado em maio de 2014, a única aparição da franquia nessa plataforma.
God of War: Origins Collection foi lançado pela primeira vez na América do Norte em 13 de setembro de 2011, para o PlayStation 3. É um porte remasterizado dos dois títulos da série do PlayStation Portable — Chains of Olympus e Ghost of Sparta. God of War Origins foi portado pela Ready at Dawn e possui vídeo de alta definição em 1080p a 60 quadros por segundo, recursos de trepidação do DualShock 3, troféus, e também é a única versão de God of War que apresenta 3D estereoscópico.
God of War Saga foi lançado na América do Norte em 28 de agosto de 2012. É uma coleção de cinco dos jogos da franquia God of War para o PlayStation 3, lançados como parte da linha "PlayStation Collections" da Sony. A coleção inclui God of War (2005), God of War II, God of War III, Chains of Olympus e Ghost of Sparta. Possui dois discos Blu-ray, God of War I e II no primeiro e o III no segundo, e um comprovante para download de Chains of Olympus e Ghost of Sparta. Os jogos mantêm os mesmos recursos dos primeiros lançamentos do PS3.
God of War III Remastered foi lançado pela primeira vez na América do Norte em 14 de julho de 2015, para o PlayStation 4, a primeira aparição da franquia na plataforma. É uma versão remasterizada de God of War III, e possui suporte total ao 1080p a 60 quadros por segundo e um modo de foto. O anúncio e o lançamento do jogo foram em comemoração ao décimo aniversário da franquia. Foi portado pela Wholesale Algorithms.

## Jogabilidade
A série consiste em sete jogos apenas para um jogador e um que inclui modo multijogador. Ao longo da primeira era, os jogos apresentavam uma câmera cinematográfica fixa em terceira pessoa, com exceção de Betrayal, que é o único que apresenta uma visão em 2D de rolagem lateral. Em God of War de 2018, a câmera deixou de ser fixa e passou a ser uma câmera livre sobre o ombro do personagem. Uma câmera em primeira pessoa é brevemente apresentada em God of War III e Ascension. Ao longo da série, o jogador controla o personagem Kratos em uma combinação de elementos de hack and slash e plataforma, além de quebra-cabeças para atingir objetivos e completar a história (elementos de plataforma foram removidos de God of War de 2018 devido à mudança de câmera). God of War de 2018 adiciona Atreus, filho de Kratos, e embora o título seja jogado inteiramente como Kratos, há momentos em que o jogador pode controlar passivamente o seu filho (um botão é dedicado à Atreus, e ele disparará uma flecha de seu arco, dependendo para onde a câmera estiver apontada).
Ao longo da era grega, a arma principal de Kratos é um par de lâminas que aparecem em três iterações: as Blades of Chaos, as Athena's Blades e as Blades of Exile. Cada uma delas possuem uma execução similar, mas diferem nos tipos de combos e na quantidade de dano que cada uma produz, bem como nas diferenças visuais. Outras armas também são obtidas durante os jogos e variam na jogabilidade. Magias também são usadas, e quatro habilidades são normalmente adquiridas. God of War III difere no que em vez de habilidades separadas, existem quatro armas principais que possuem suas próprias magias. O jogo também apresenta "Itens" — armas secundárias adicionais com uso limitado, como o Bow of Apollo. Com cada jogo novo, a maioria das armas e magias são perdidas por meio de uma estratégia de enredo, e um novo arsenal de armas e habilidades é adquirido durante a campanha. Ascension difere dos jogos anteriores porque, em vez de adquirir novas armas que são mantidas durante todo o jogo, o jogador coleta até cinco World Weapons (como uma espada ou um dardo) de uso limitado. Quando não há uma World Weapon equipada, o jogador pode socar ou chutar os oponentes como parte de uma nova mecânica adicionada ao jogo. Em God of War de 2018, a arma principal de Kratos é um machado de guerra mágico chamado Leviathan Axe. Ele pode ser jogado e convocado de volta para sua mão, semelhante ao martelo Mjölnir, de Thor. Mais tarde no jogo, ele recupera as Blades of Chaos, que possuem uma execução semelhante ao dos jogos gregos, mas com habilidades diferentes. Tanto o Leviathan Axe quanto as Blades of Chaos podem ser atualizados com ataques mágicos especiais chamados de ataques rúnicos. Cada arma possui um ataque rúnico leve e pesado, e o jogador pode escolher quais ataques rúnicos equipar nas armas.
A série apresenta um combate baseado em combos e inclui um recurso de quick time event (QTE), também chamado de "ataques sensíveis ao contexto", que é iniciado quando o jogador enfraquece um oponente ou para realizar uma manobra defensiva. Durante o uso do recurso, o controle de Kratos fica limitado; caso o jogador obtenha sucesso, a batalha finaliza, enquanto o fracasso geralmente resulta em danos ao jogador. Semelhantemente ao sistema de QTE, Ascension apresenta um sistema de combate livre e rápido, permitindo que os jogadores escolham quando atacar ou esquivar com base nas ações do inimigo. Uma manobra de agarrar pode ser usada em oponentes menores. God of War de 2018 mudou isso; depois que um inimigo for enfraquecido o suficiente, um botão aparecerá acima de sua cabeça e, dependendo do oponente, Kratos pode rasgá-lo ao meio ou agarrá-los e jogá-los em outros inimigos, entre outros resultados possíveis. Ele também pula em cima e monta em grandes inimigos, como ogros, fazendo com que eles ataquem outros inimigos, semelhantes aos ciclopes dos jogos gregos.
Relíquias, que o jogador pode usar em jogos sucessores (como o Poseidon's Trident obtido no primeiro God of War e permitindo que Kratos nade debaixo d'água por longos períodos) também são encontradas e necessárias para a progressão do jogo. Kratos geralmente possui uma habilidade especial, que fornece invulnerabilidade temporária e aumento do dano de ataque. Essa habilidade se tornou uma característica contínua da jogabilidade ao longo da série — Rage of the Gods no primeiro God of War e Ascension, Rage of the Titans em God of War II, Rage of Sparta em God of War III e Thera's Bane em Ghost de Esparta. Essa habilidade pode ser recarregada ao atacar os inimigos em combate e ao ganhar orbes específicos no jogo. A Thera's Bane, no entanto, é recarregada automaticamente. Embora Kratos não retenha nenhuma relíquia da era grega em God of War de 2018, ele tem uma habilidade de fúria, chamada Spartan Rage, e com essa habilidade, o protagonista usa poderosos ataques com as mãos nuas, em oposição das armas, para causar grandes danos em inimigos.
Gorgon Eyes e Phoenix Feathers, encontrados em todos os jogos da era grega em baús não marcados (baús brancos em Ascension), aumentam a quantidade máxima das barras de vida e magia, respectivamente. Minotaur Horns, que aumentam a capacidade máxima dos medidores de Itens e Chamas, estão disponíveis em God of War III e Ghost of Sparta, respectivamente. O medidor de Itens permite o uso de armas secundárias, enquanto o medidor de Chamas permite o uso da Thera's Bane. O tamanho das barras vão aumentando em incrementos e atingem seu ponto máximo quando um certo número de Eyes, Feathers e Horns são encontrados. Outros baús contêm orbes verdes, azuis ou vermelhas. Orbes verdes reabastecem a vida do jogador, orbes azuis reabastecem a magia permitindo mais uso das habilidades especiais, enquanto orbes vermelhas fornecem pontos de experiência (XP) a fim de atualizar armas e magias para novos ataques mais poderosos, e reabastecem o Rage of the Gods do primeiro God of War. Orbes douradas, encontradas em God of War II e Ascension, e orbes brancas em God of War III, reabastecem o medidores de fúria em vez de orbes vermelhas; o medidor de fúria em Ascension também é recarregado por meio de ataques a inimigos. Baús com cores variáveis, que permitem que os jogadores escolham qual medidor reabastecer, também estão disponíveis. Orbes vermelhas também podem ser coletadas matando inimigos e destruindo certos objetos inanimados. Chefes e oponentes mais poderosos liberam uma combinação de orbes coloridas quando mortos por meio de um quick time event. Em God of War de 2018, as Iðunn's Apples substituíram as Gorgon Eyes para aumentar o tamanho máximo do medidor de vida, enquanto os Horns of Blood Mead aumentam o tamanho máximo do medidor de fúria. Enquanto o jogo retém orbes verdes de saúde para reabastecer o medidor de vida, a magia é feita de forma diferente. Em vez de orbes azuis, há um tempo de reabastecimento em ataques rúnicos mágicos. Quando esse tempo termina, o ataque rúnico mágico pode ser usado novamente. Além disso, os jogadores acumulam uma moeda chamada Hacksilver, que é um componente chave na criação e compra de novos itens, como uma nova armadura ou atualização da armadura atual, e XP é usado para aprender novas habilidades de combate. Os baús neste jogo fornecem uma variedade de itens diferentes.
Com exceção de Ascension, cada título oferece um modo de desafio, que produz orbes vermelhas extras (ou XPs), roupas secretas e vídeos de bastidores. Conteúdos bônus também podem ser desbloqueados ao finalizar os jogos em certos níveis de dificuldade. God of War de 2018 possui um modo de desafio, que termina com uma luta opcional com uma Valquíria, que fornece vários itens após a batalha. As arenas de batalha, que permitem que os jogadores definam os níveis de dificuldade e escolham seus próprios oponentes, estão incluídas em God of War II, God of War III e Ghost of Sparta. Excluindo Betrayal, os jogos da era grega são conhecidos por incluir um minijogo de sexo rápido em cada título até Ascension, que eliminou o minijogo.
Ascension é a único jogo da série que apresenta um modo multijogador, tratando-se um modo somente on-line para partidas competitivas e cooperativas. Até oito jogadores em duas equipes de dois a quatro competidores (ou um mata-mata de quatro a oito jogadores) lutam pelo controle de um mapa para ganhar recompensas dos deuses. Os jogadores também podem lutar entre si em partidas um-a-um. Os jogadores devem vender a alma de seu campeão para Zeus, Hades, Ares ou Poseidon, o que permite que os jogadores experimentem diferentes armas, conjuntos de armaduras e poderes inspirados pelo deus de sua escolha, além de extras que podem ser desbloqueados.

## Recepção
| Jogo                           | Metacritic                 |
| ------------------------------ | -------------------------- |
| God of War (2005)              | 94/100                     |
| God of War II                  | 93/100                     |
| God of War: Betrayal           | N/A                        |
| God of War: Chains of Olympus  | 91/100                     |
| God of War Collection          | 91/100 (PS3) 73/100 (Vita) |
| God of War III                 | 92/100                     |
| God of War: Ghost of Sparta    | 86/100                     |
| God of War: Origins Collection | 84/100                     |
| God of War Saga                | N/A                        |
| God of War: Ascension          | 80/100                     |
| God of War III Remastered      | 81/100                     |
| God of War (2018)              | 94/100 (PS4) 93/100 (PC)   |
| God of War Ragnarök            | 94/100                     |

Em novembro de 2020, o jornal The New York Times informou que a série tinha vendido mais de 51 milhões de cópias em todo o mundo. God of War (2005), God of War II, Chains of Olympus, God of War Collection, God of War III, God of War (2018) e Ragnarök receberam aclamação da crítica por vários revisores, compilados pelo agregador de resenhas Metacritic, com os títulos de 2005, 2018 e Ragnarök estando empatados como a maior pontuação da franquia, com uma nota 94/100. Betrayal e Ghost of Sparta receberam críticas geralmente favoráveis. Ascension também obteve uma recepção geralmente favorável e, não incluindo o porte God of War Collection para PlayStation Vita, tem a menor pontuação da série no Metacritic e GameRankings (80/100 e 79.34%, respectivamente).
Na época de seu lançamento, Raymond Padilla da GameSpy escreveu que God of War (2005) é o "melhor jogo de ação de todos os tempos para agraciar o PS2". Outros críticos disseram da mesma forma que é um dos melhores jogos de ação de todos os tempos e recebeu mais de uma dúzia de prêmios de "Jogo do Ano". Em 2009, foi nomeado o "sétimo melhor" jogo de PlayStation 2 de todos os tempos na lista "Top 25 Jogos de PS2 de Todos os Tempos" da IGN. God of War II também esteve na lista da IGN, e foi nomeado como o "segundo melhor" jogo de PlayStation 2 de todos os tempos. God of War II também tem sido chamado de um dos melhores jogos de ação de todos os tempos e é considerado o "canto do cisne" da era do PlayStation 2. Em novembro de 2012, a Complex nomeou God of War II como o melhor jogo de PlayStation 2 de todos os tempos — onde God of War foi nomeado como o 11.º melhor — e o considera melhor do que seu sucessor, God of War III. Betrayal foi aclamado por sua fidelidade à série em termos de jogabilidade, estilo de arte e gráficos.
Chains of Olympus foi elogiado por gráficos "fantásticos" e controles "apertados e responsivos". Em 2008, a IGN premiou Chains of Olympus como o "Melhor Jogo de Ação do PSP", e em setembro de 2010, foi listado como o "Melhor Jogo de PSP" pela GamePro. God of War III recebeu elogios por seus gráficos, em particular de Kratos; Na época, a IGN afirmou que Kratos era "talvez o personagem mais impressionante de todos os tempos nos videogames". A IGN também disse que God of War III "redefine o que a palavra 'escala' significa em relação aos jogos eletrônicos, já que te joga em cenas com Titãs que são maiores que níveis inteiros em alguns outros jogos." God of War III recebeu prêmios por "Jogo Mais Antecipado de 2010" e "Melhor Jogo de PS3" no Spike Video Game Awards de 2009 e 2010, respectivamente. O jogo também ganhou o prêmio "Realização Artística" nos prêmios BAFTA de 2011. Ghost of Sparta foi elogiado por seus gráficos e história, com Chris Pereira do 1UP dizendo que era "uma história mais pessoal do que os outros jogos GOW." Ele recebeu vários prêmios na E3 2010, incluindo "Melhor Jogo Portátil", "Melhor Jogo de PSP", e "Jogo de PSP do Show", e também ganhou na categoria "Melhor Jogo Portátil" no Spike Video Game Awards de 2010. God of War (2018) recebeu elogios especiais por sua direção de arte, gráficos, sistema de combate, música, história, uso da mitologia nórdica, personagens e sentimento cinematográfico. Muitos também sentiram que havia revitalizado com sucesso a série sem perder a identidade central de seus antecessores. O jogo ganhou vários prêmios, entre eles: "Jogo do Ano" e "Melhor Direção de Jogo" no The Game Awards 2018, além de "Melhor Narrativa" e "Jogo de PlayStation do Ano" no Golden Joystick Awards de 2018.

### Obras citadas
- Juba, Joe (Fevereiro de 2018). «Worshipping at New Altars: How Sony is Reinventing God of War». Game Informer (298). Minneapolis, Minnesota: GameStop. pp. 34–45
- Santa Monica Studio (2005). God of War (Manual de instruções). [S.l.]: Sony Computer Entertainment
- Santa Monica Studio (2007). God of War II (Manual de instruções). [S.l.]: Sony Computer Entertainment
- Ready at Dawn (2008). God of War: Chains of Olympus (Manual de instruções). [S.l.]: Sony Computer Entertainment
- Santa Monica Studio (2009). God of War Collection (Manual de instruções). [S.l.]: Sony Computer Entertainment
- Santa Monica Studio (2010). God of War III (Manual de instruções). [S.l.]: Sony Computer Entertainment
- Ready at Dawn (2010). God of War: Ghost of Sparta (Manual de instruções). [S.l.]: Sony Computer Entertainment
- Santa Monica Studio (2013). God of War: Ascension (PDF) (Manual de instruções). [S.l.]: Sony Computer Entertainment. Consultado em 18 de abril de 2016. Arquivado do original (digital) em 4 de março de 2016